# Térmens
Térmens ist eine katalanische Gemeinde (municipio) mit 1.347 Einwohnern (Stand: 2024) in der Provinz Lleida im Nordosten Spaniens. Sie liegt in der Comarca Noguera. 

## Geographische Lage
Térmens liegt etwa 22 Kilometer nordöstlich von Lleida und östlich des Flusses Segre in einer Höhe von ca. 210 m. 

## Bevölkerungsentwicklung
| Jahr      | 1970 | 1981 | 1991 | 2001 | 2011 | 2021 |
| Einwohner | 1478 | 1426 | 1399 | 1400 | 1521 | 1330 |

## Sehenswürdigkeiten

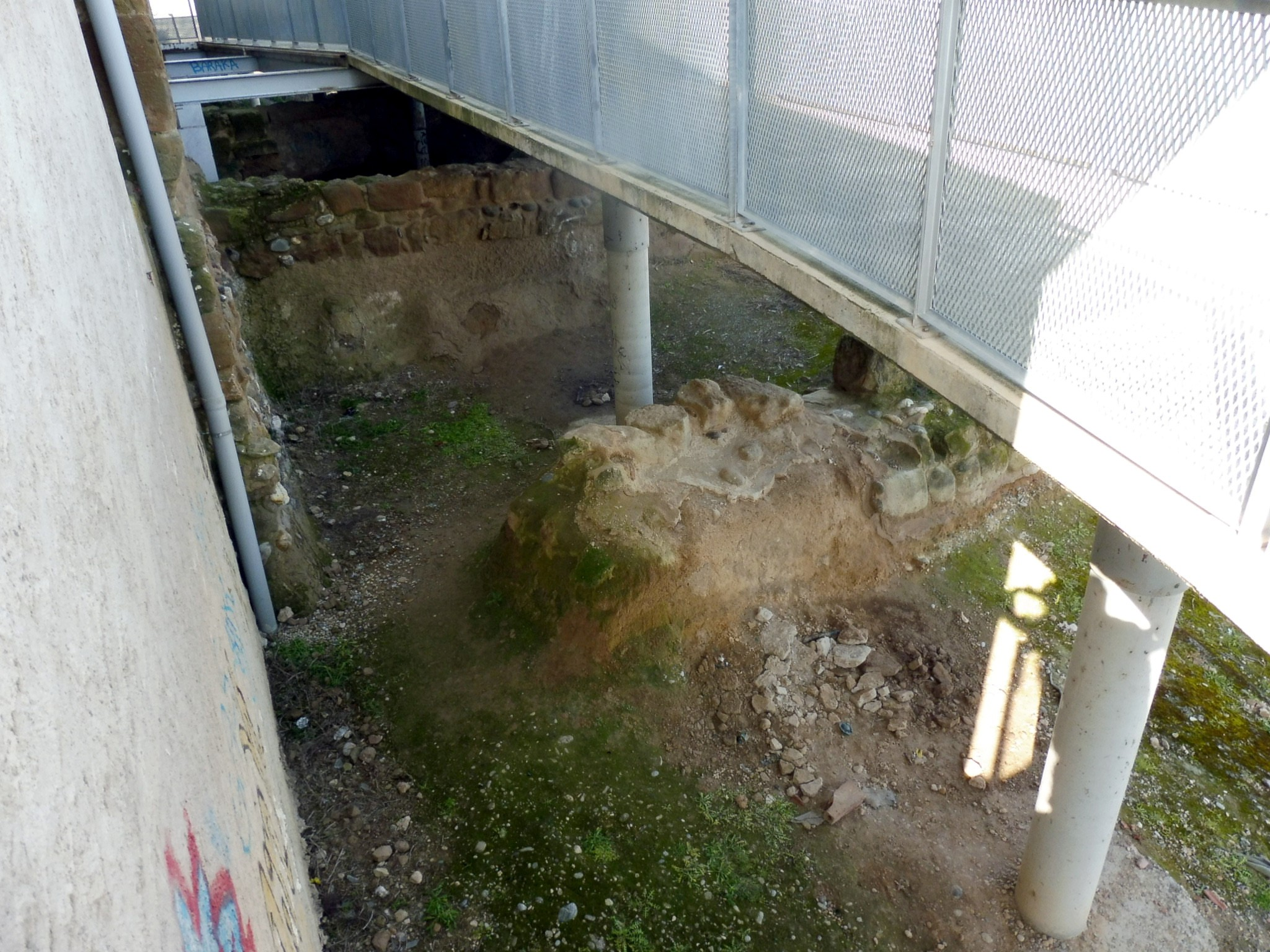
Reste der Burg
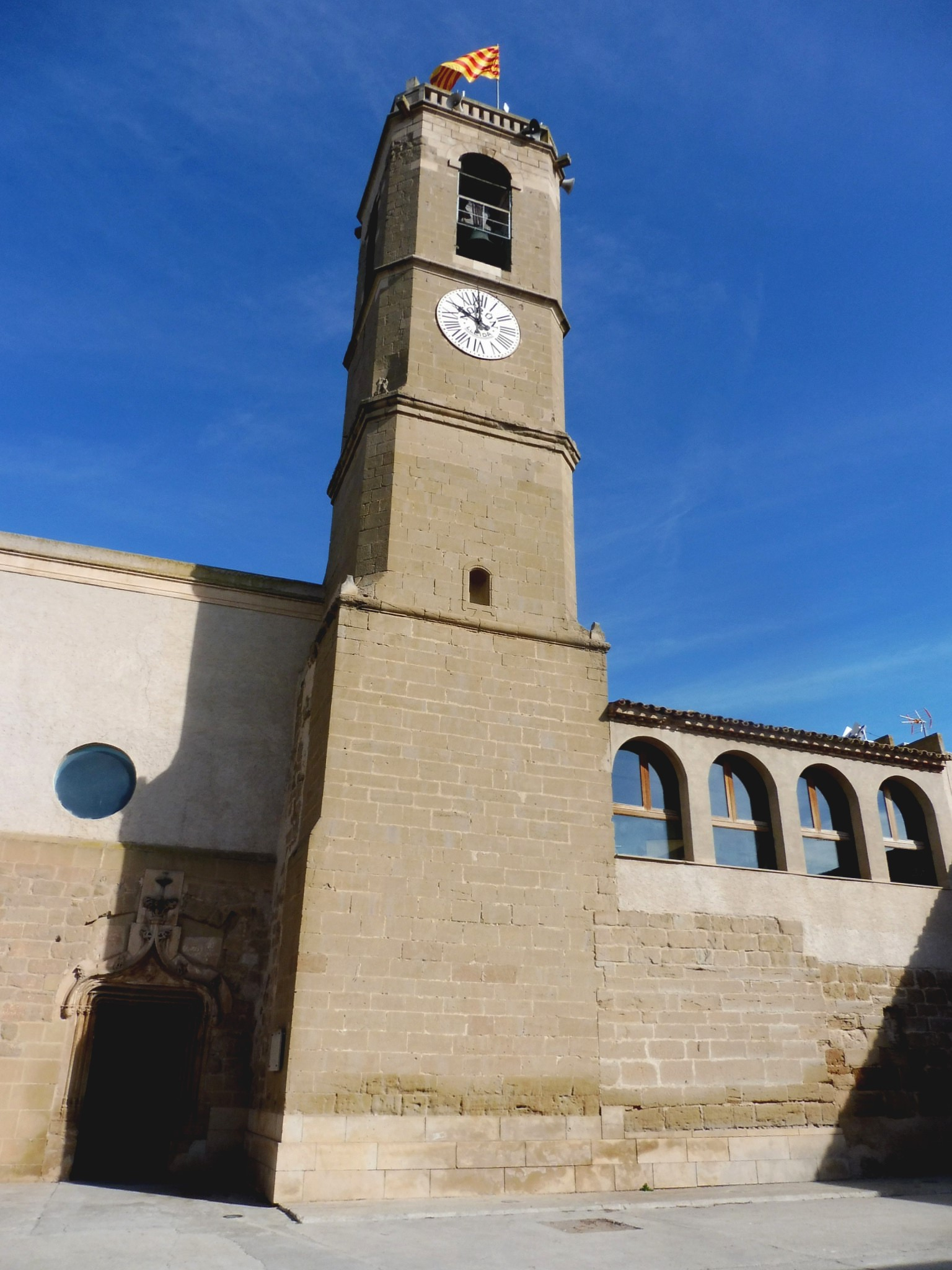
Alte und neue Johanniskirche
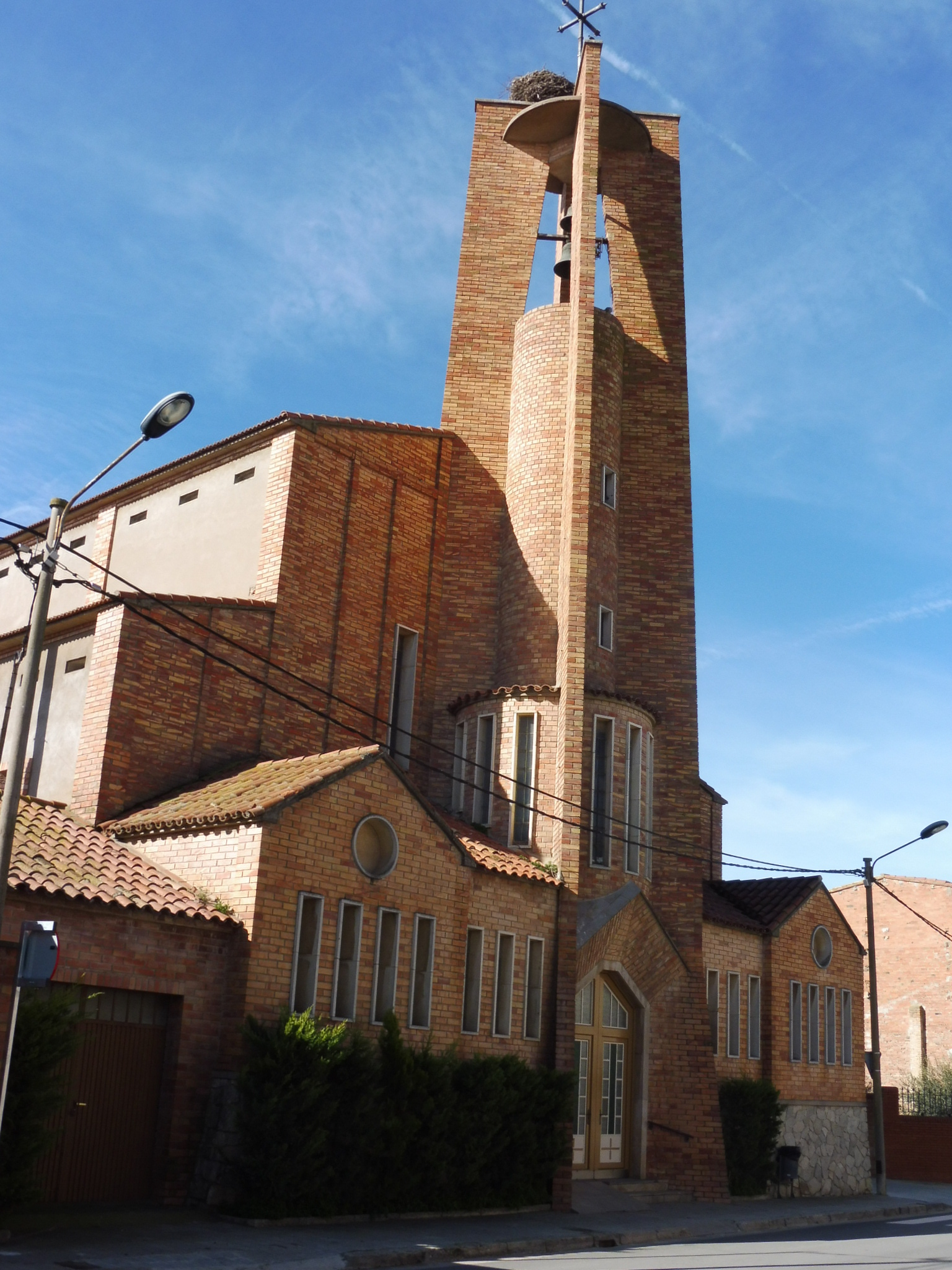
Neue Johanniskirche

- Reste der Burg
- Alte Johanniskirche
- Neue Johanniskirche